# Кольорова кімната (фільм 2021)
Кольорова кімната (англ. The Colour Room) — фільм режисера Клер МакКарті, заснований на фактах біографії мисткині з кераміки Кларіс Кліфф. Прем'єра фільму відбулася 12.11.2021.

## Сюжет
Дія фільму розгортається в Англії у 20-х роках ХХ століття.
Кларіс Кліфф, молода, амбітна художниця з кераміки, влаштовується працювати до гончарної фабрики Вілкінсона літографом.
Їй відомо, що компанії бракує нових ідей та керівництво шукає вихід з ситуації.
Оскільки вдома Кларіс працює над власними розробками, одного разу вона представляє власноруч зроблену вазу керівництву фабрики. Ідея була сприйнята та Кларіс отримує на фабриці посаду дизайнера, що дає їй можливість втілення у життя власних ідей.
Вона розробляє моделі виробів та пропонує яскравий набір під назвою «Bizarre» сподіваючись на його належну оцінку. Але під час ярмарку розробка К. Кліфф не сприймається покупцями, компанія, доклавшись до виготовлення набору, несе збитки. В цьому звинувачують К. Кліфф, яку звільняють з посади дизайнера.
Проте Кларіс не здається та доходить до розуміння причини невдачі та виправляє її, аргументовано переконуючи керівництво компанії.
Надалі ідея К. Кліфф вдало втілюється у життя.

## Сприйняття
Фільм отримав в цілому схвальні відгуки. Зокрема видання Telegraf відзначає, що «попри недоліки, важко заперечити чарівність „Кольорової кімнати“,…. що надає теплого сяйва».

## Номінації
У 2022 році фільм був представлений до нагороди у категорії «Найкраща режисура повнометражного фільму» премією Австралійської гільдії режисерів.